# Němětice
Němětice (en allemand : Nemetitz) est une commune du district de Strakonice, dans la région de Bohême-du-Sud, en République tchèque. Sa population s'élevait à 109 habitants en 2020.

## Géographie
Němětice se trouve à 8 km au sud-sud-ouest de Strakonice, à 51 km au nord-ouest de České Budějovice et à 107 km au sud-sud-ouest de Prague.
La commune est limitée par Libětice au nord, par Strunkovice nad Volyňkou au nord-est, par Hoštice à l'est, par Přechovice au sud-est, par Volyně au sud et par Nihošovice à l'ouest.

## Histoire
La première mention écrite du village date de 1315.